# وزیر اعظم کداح
وزیر اعظم کداح (انگلیسی: First Minister of Kedah) (به مالایی: Menteri Besar of Kedah) رئیس دولت در ایالت کداح کشور مالزی است. طبق عهدنامه، مقام وزیر اعظم به رهبر حزب اکثریت یا بزرگ‌ترین حزب ائتلافی مجلس قانونگذاری ایالتی کداح تعلق می‌گیرد.